# Jan Hadyna
Jan Hadyna (ur. 7 września 1899 w Zamarskach k/Cieszyna, zm. 1971), syn Jana i Ewy z Brodów – powstaniec śląski, dziennikarz, sekretarz Towarzystwa Metapsychicznego w Krakowie. W latach trzydziestych XX w. redaktor i wydawca Biblioteki Wiedzy Duchowej oraz miesięczników „Wiedza Duchowa" i „Lotos". Autor licznych prac z zakresu teozofii, filozofii ezoterycznej, parapsychologii, mistyki, medycyny hermetycznej i okultyzmu. Różokrzyżowiec związany z Towarzystwem dla Badania Chrześcijaństwa Różokrzyżowego. W latach sześćdziesiątych XX w. sekretarz powstałego w Krakowie Towarzystwa Polsko-Indyjskiego.
Pochowany na cmentarzu wojskowym przy ul. Prandoty w Krakowie (kw. LXXXI-14-49).

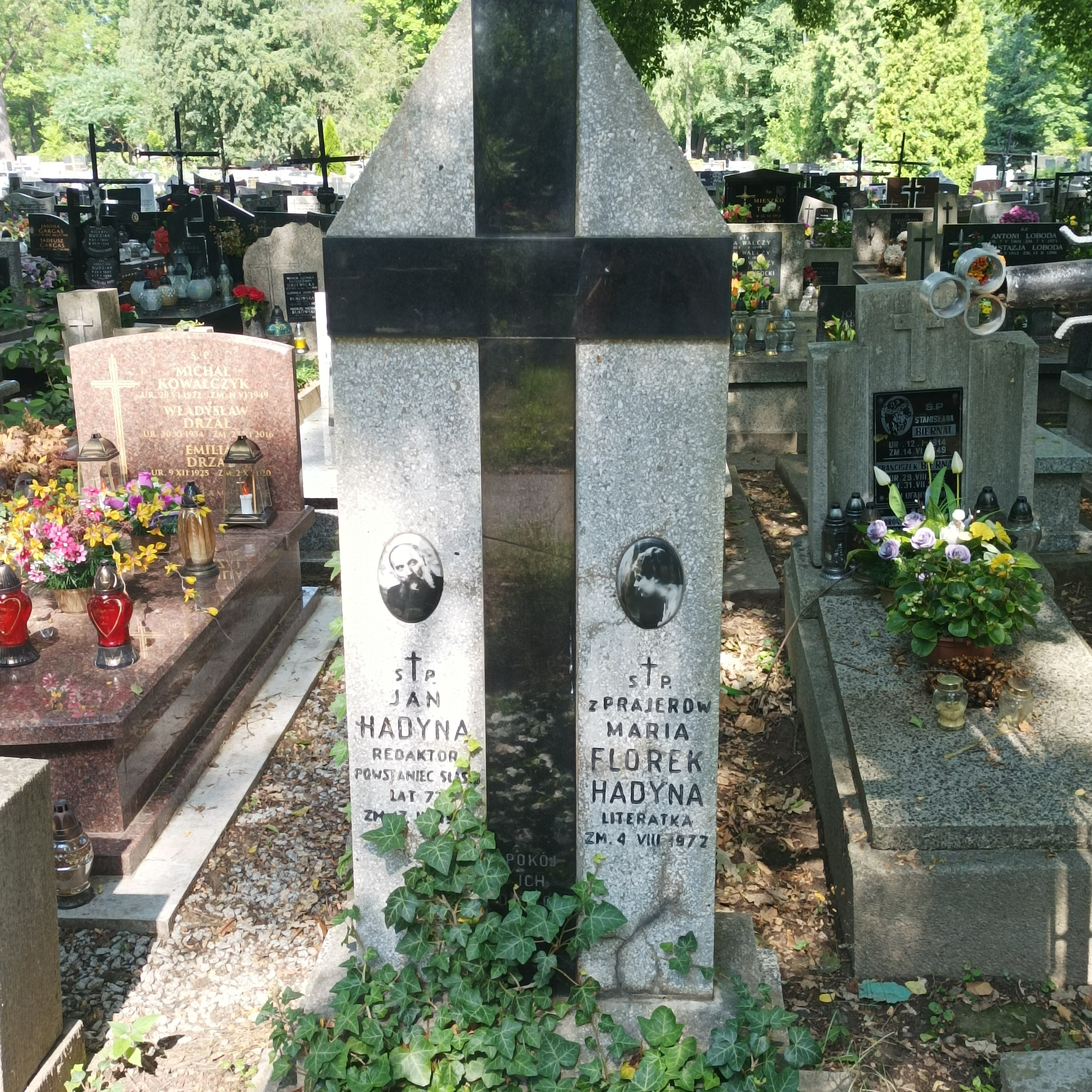
Grób Jana i Marii Hadynów na cmentarzu wojskowym przy ul. Prandoty w Krakowie